# Anicia Juliana
Anicia Juliana (řecky: Ανικία Ίουλιανή, Konstantinopol, po roce 461 Konstantinopol – 527/528 Konstantinopol) byla princezna pozdně antického římského impéria, manželka Areobinda Dagalaifa Areobinda, magistra militum východořímské říše, mecenáška velkého kostela sv. Polyekta v Konstantinopoli a majitelka Vídeňského Dioskurida.
Byla dcerou římského císaře Olybria (vládl roku 472) a jeho manželky Placídie, která sama byla dcerou císaře Valentiniana III. (vládl 425–455) a Licinie Eudoxie, prostřednictvím které byla Anicia Juliana i pravnučkou císaře Theodosia II. (vládl 402–450) a císařovny Aelie Eudocie.
Během vlády Leonovské dynastie a vzestupu pozdější Justiniánovské dynastie byla Anicia Juliana nejvýznamnější členkou dvou předchozích císařských rodů – Valentiniánské dynastie, kterou založil Valentinianus Veliký (vládl 364–375), a příbuzné Theodosiovské dynastie, jejímž zakladatelem byl Theodosius Veliký (vládl 379–395).
Její syn Olybrius mladší byl jmenován římským konzulem již v dětství a oženil se s neteří císaře Anastasia I. (vládl 491–518), dcerou Anastasiova bratra Paula. Navzdory ambicím Anicie Juliany se však její syn nikdy nestal císařem – po smrti Anastasia a pádu Leonovské dynastie byl při volbě následníka ignorován, čímž trůn získal Justinus I. (vládl 518–527).